# Corydalis potanini
Corydalis potanini är en vallmoväxtart som beskrevs av Carl Maximowicz. Corydalis potanini ingår i släktet nunneörter, och familjen vallmoväxter. Inga underarter finns listade i Catalogue of Life.